# Stadswaag (Antwerpen)
De Stadswaag is een plein in het westen van de Universiteitsbuurt van de Belgische stad Antwerpen. Het plein en de omliggende straten werden rond 1548 aangelegd in opdracht van Gilbert van Schoonbeke. De Koninklijke Academie voor Schone Kunsten van Antwerpen bevindt zich in een voormalig minderbroedersklooster van de Franciscanen vlak in de buurt.
Op het plein staan diverse bomen met bankjes, het is een 'rustplaats' in de stad. In het midden van het plein stond oorspronkelijk de stedelijke waag. Deze 'Nieuwe Waag' werd in opdracht van Gilbert van Schoonbeke geplaatst ter vervanging van 'de houten Eeckhof' en werd van 1548 tot 1819 gebruikt. Rond 1800 kreeg het plein de naam 'Stadswaag'.
In een haalbaarheidsstudie naar een nieuwe premetrotunnel onder het Antwerpse stadscentrum werd de bouw van een premetrostation Stadswaag onder het plein bestudeerd, maar er is nog geen zicht op een eventuele concrete realisatie.

## Galerij

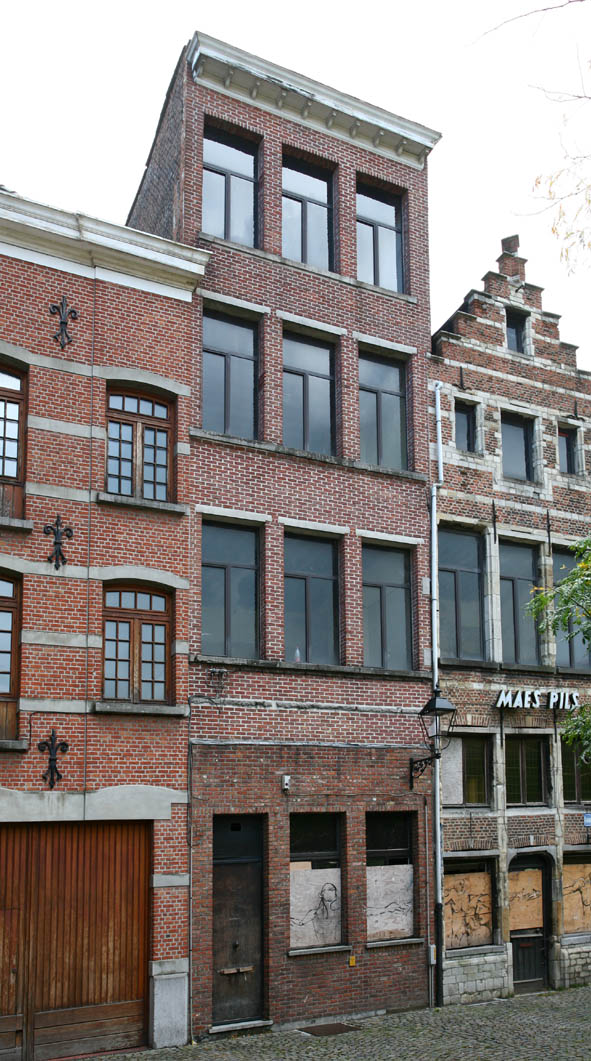
Stadswaag 9
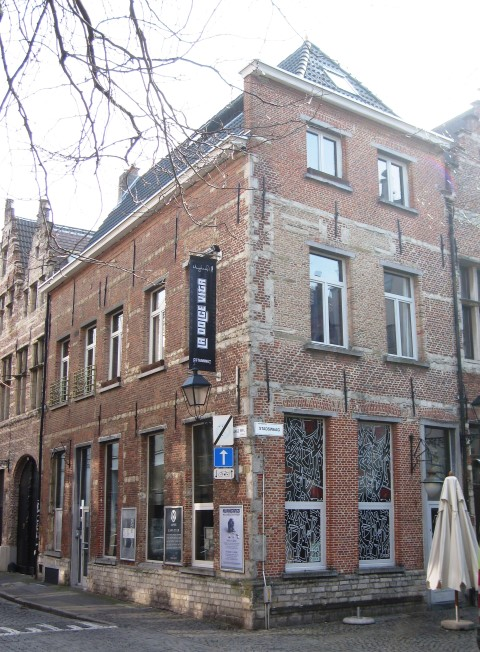
Stadswaag 11
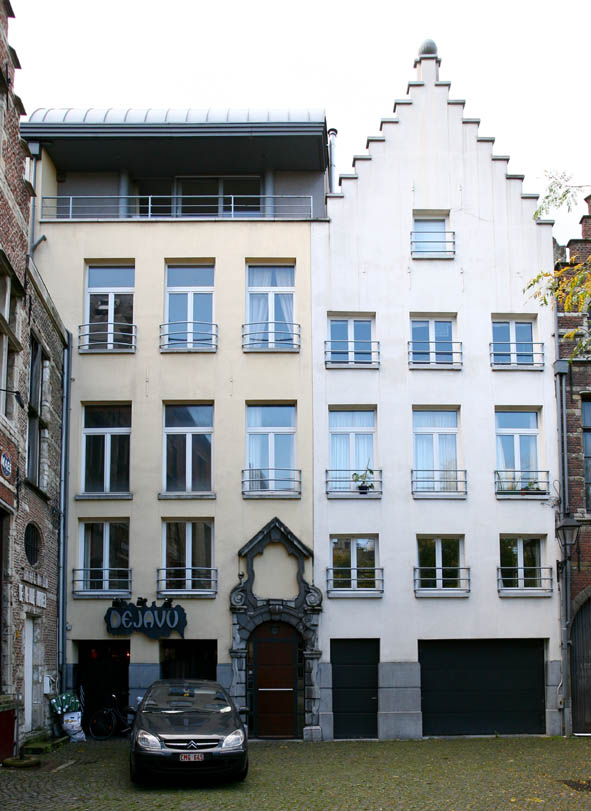
Stadswaag 14
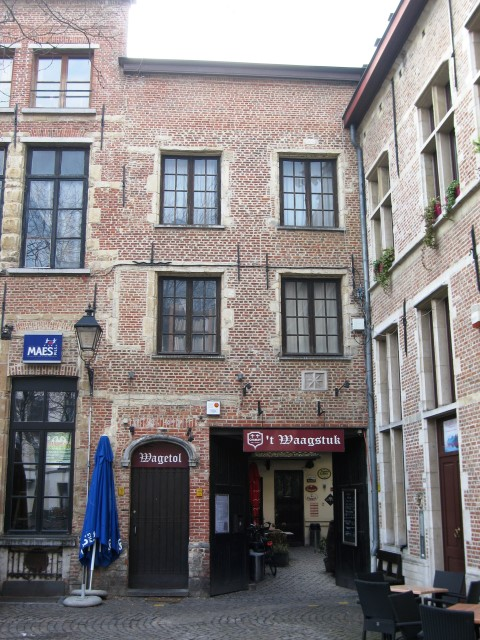
Stadswaag 20
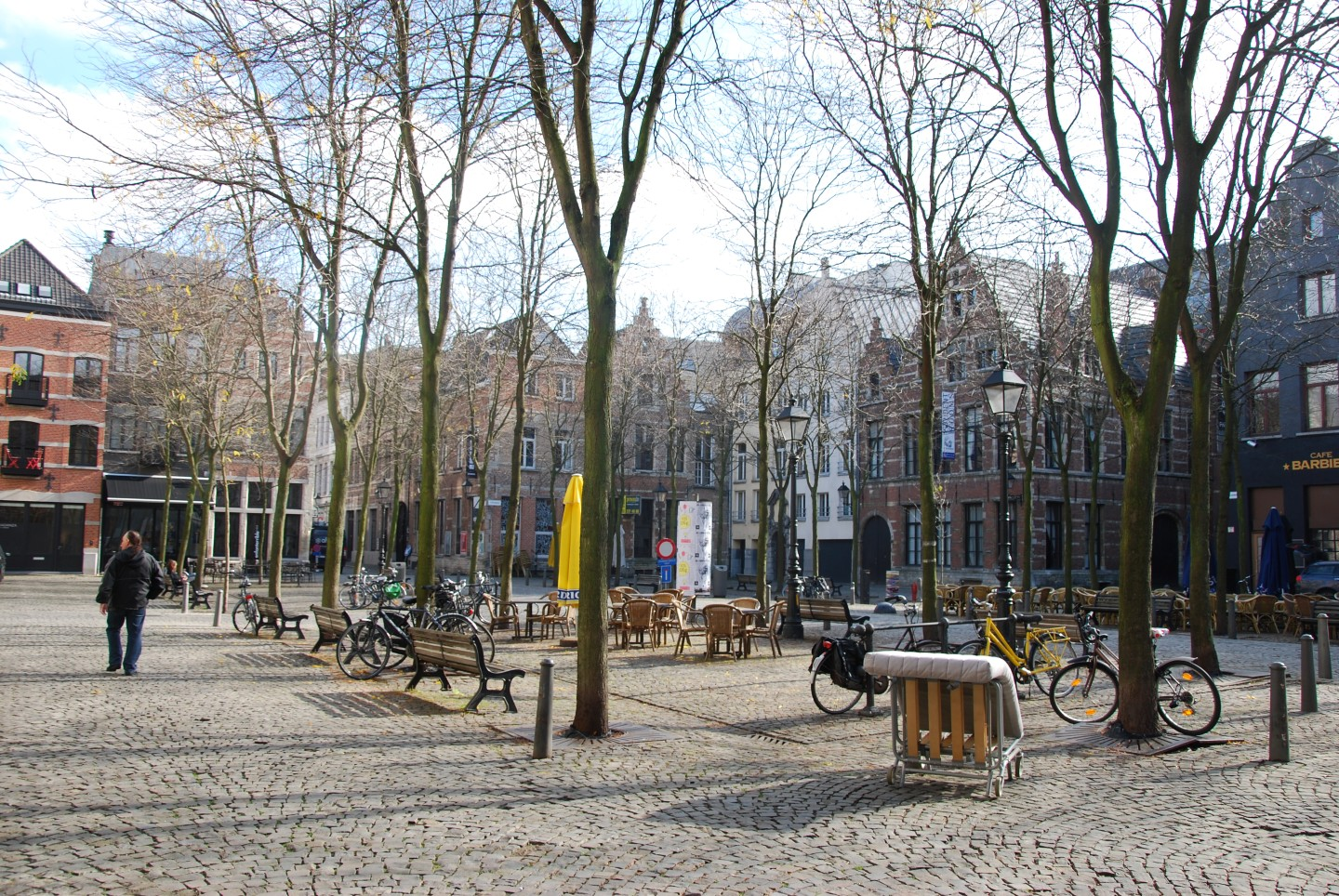
Overzicht
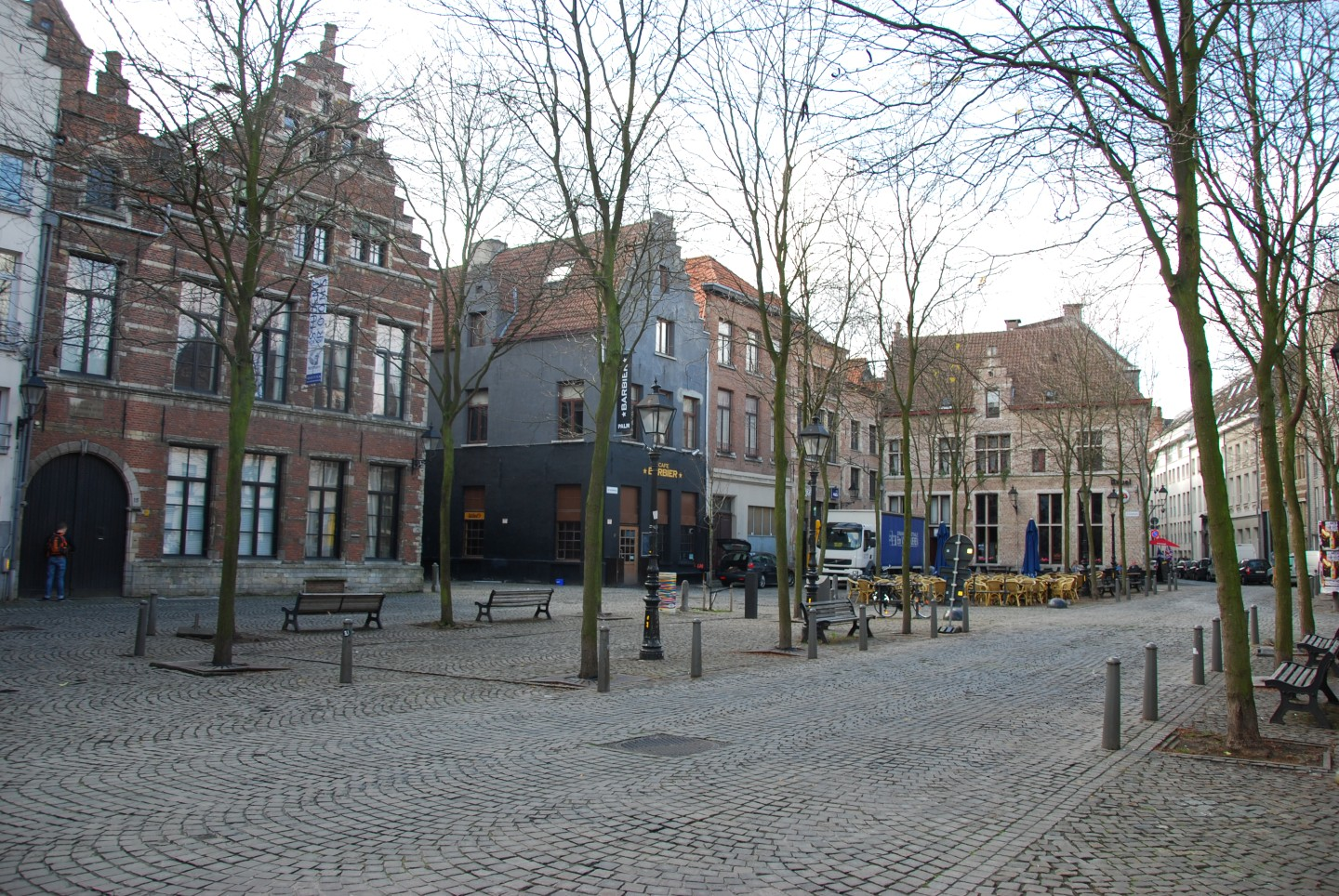
Overzicht